# Майна чубата
Ма́йна чубата (Acridotheres cristatellus) — вид горобцеподібних птахів родини шпакових (Sturnidae). Мешкає в Китаї, Індокитаї і на Тайвані. Був інтродукований в багатьох країнах світу.

## Опис

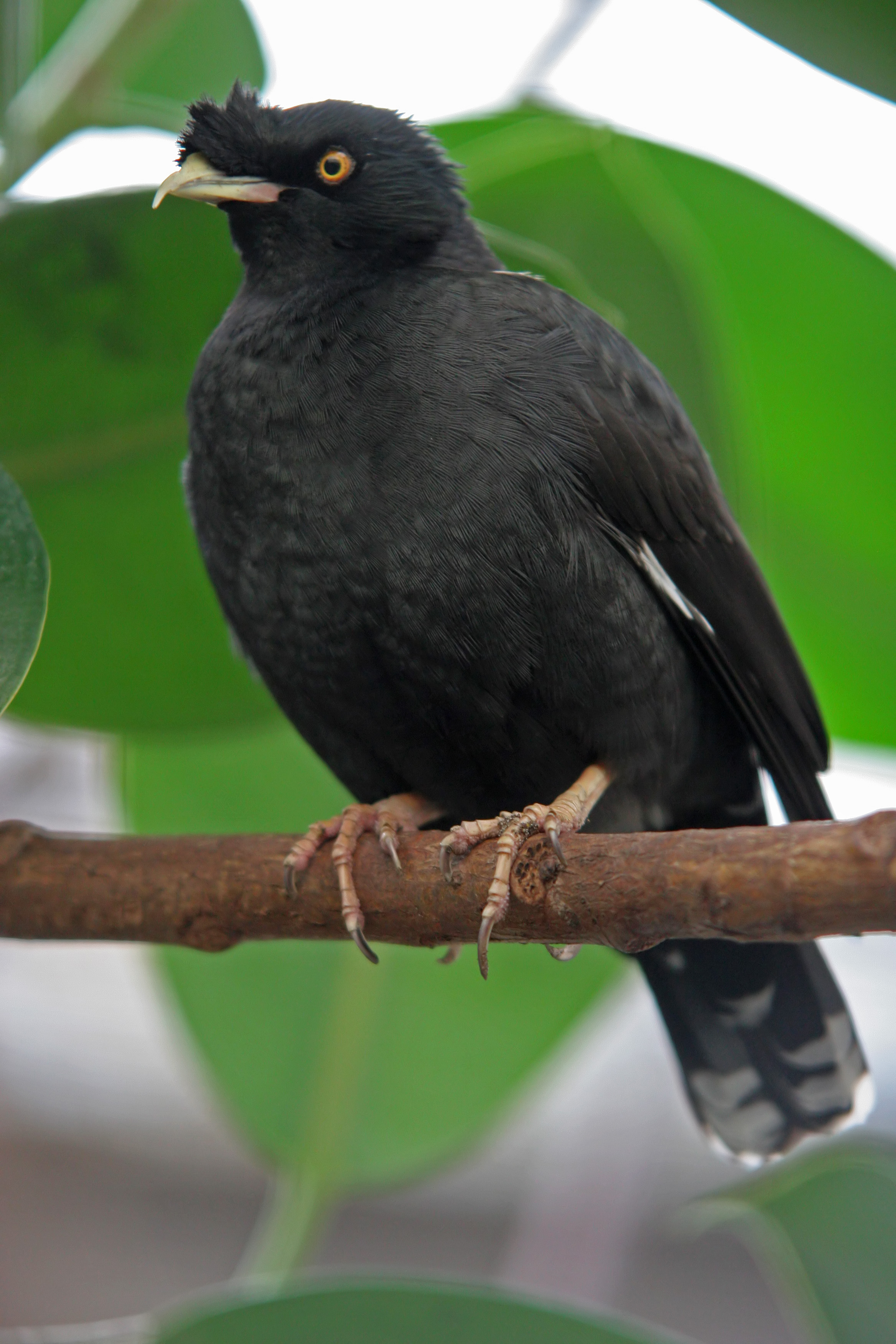
Чубата майна

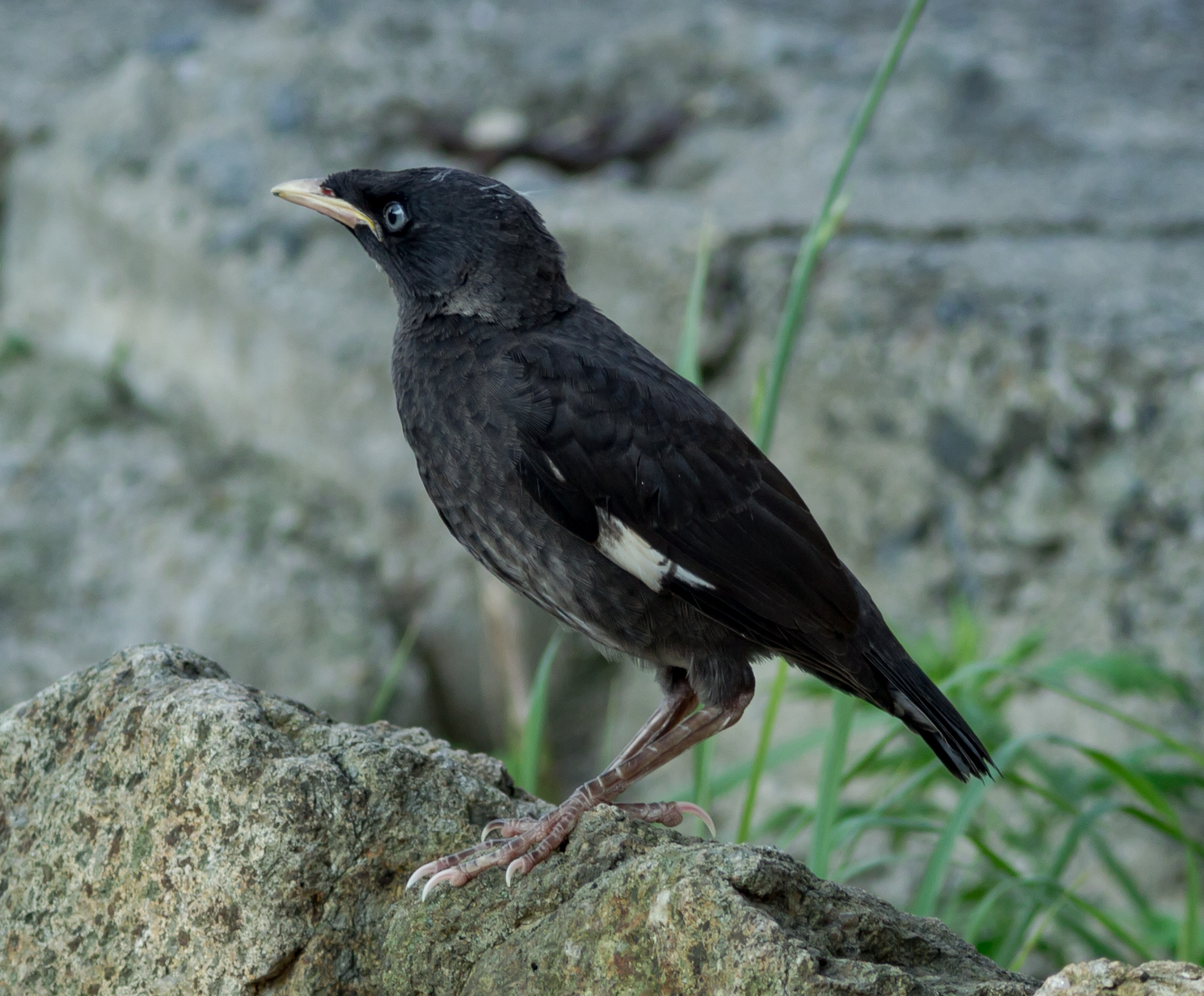
Молода чубата майна

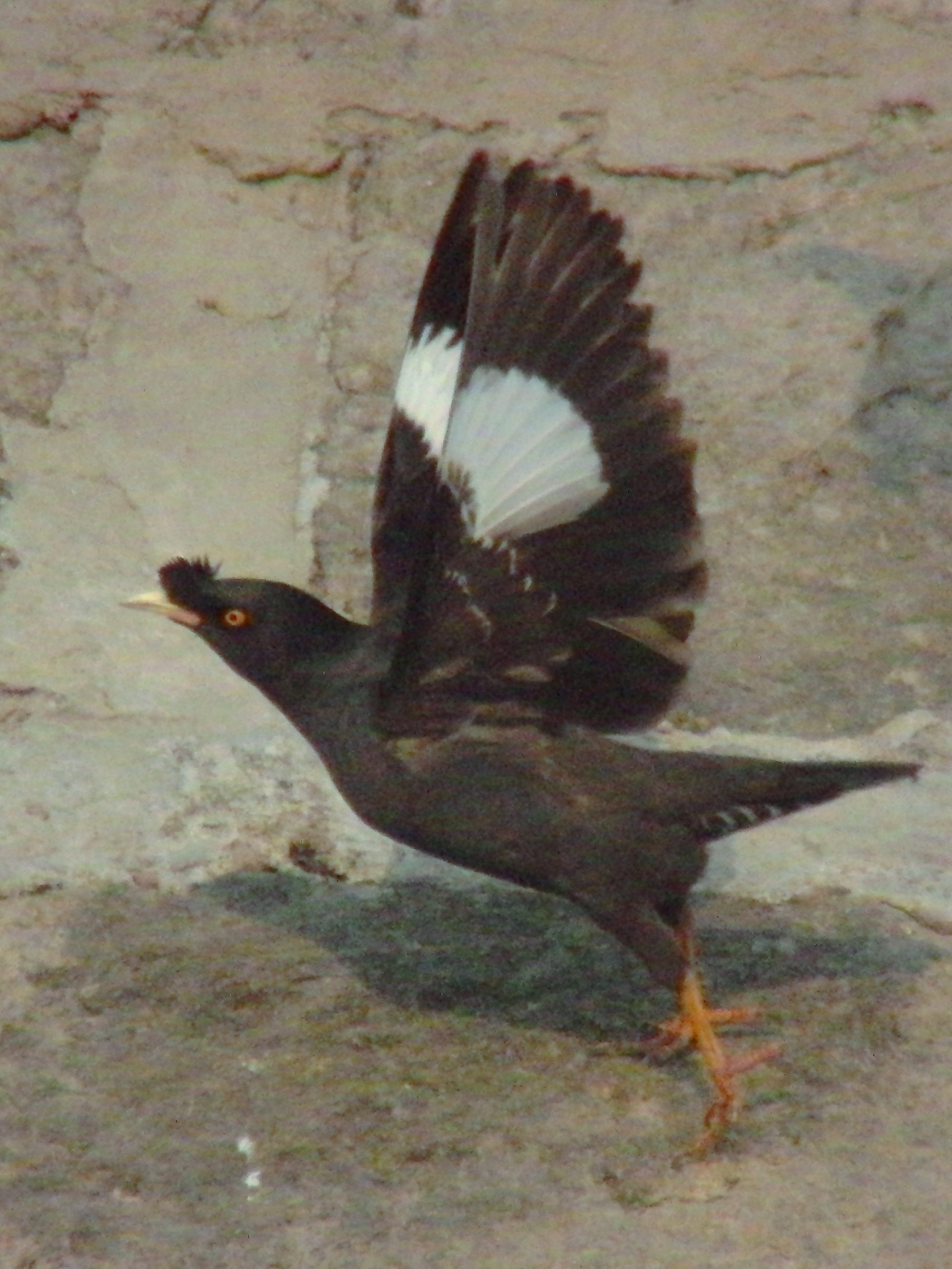
Чубата майна з піднятими крилами (видно білу пляму)

Довжина птаха становить 25-27,5 см, вага 108-140 г. Самці є дещо більшими за самиць. Забарвлення переважно чорне з легким зеленуватим відблиском. Першорядні махові пера біля основи білі, що формує на крилах білу пляму, помітну в польоті. Стернові пера мають вузькі білі кінчики, за винятком центральної пари, нижні покривні пера хвоста на кінці білі. Пера над дзьобом направлені догори, формуючи чуб, у самиць він дещо менший. Очі оранжеві, дзьоб тонкий, гострий, блідо-жовтий, лапи тьмяно-жовтуваті.
Молоді птахи мають більш бурувате забарвлення, чуб у них менш виражений, а очі сірувато-блакитні. У представників підвиду A. c. brevipennis пера, що формують чуб, більш вузькі, ніж у представників номінативного підвиду. У представників підвиду A. c. cristatellus чуб більш виражений, ніж у представників номінативного підвиду, а білі кінчики пер у них більш помітні.

## Таксономія
У 1743 році англійський натураліст Джордж Едвардс включи опис чубатої майни до четвертого тому свої праці «A Natural History of Uncommon Birds» і додав ілюстрацію цього птаха. Він використовував англійську назву  "Chinese starling or Black Bird". Коли в 1758 році шведський натураліст Карл Лінней випустив десяте видання своєї Systema Naturae, він включив до книги опис чубатої майни, для якої він придумав біномінальну назву Gracula cristatella, помістивши вид в рід Бео (Gracula). Пізніше чубату майну перевели до роду Aethiospar, до якого включали всіх майн з вираженим чубом. Пізніше чубату майну разом з іншими представниками цього роду було включно до розширеного роду Майна (Acridotheres), введеного французьким орнітологом Луї Жаном П'єром В'єйо у 1816 році.

## Підвиди
Виділяють три підвиди:
- A. c. cristatellus (Linnaeus, 1758) — південь і південний скід Китаю (на південь від Шеньсі, на схід від центрального Сичуаня і західного Юньнаня), схід М'янми;
- A. c. brevipennis Hartert, EJO, 1910 — острів Хайнань, Індокитай;
- A. c. formosanus (Hartert, EJO, 1912) — острови Тайвань, Цзіньмень, Пратас і Мацзу.

## Поширення і екологія
Чубаті майни мешкають в Китаї, М'янмі, Лаосі, В'єтнамі і на Тайвані. Також вони були інтродуковані на Малайському півострові, на Філіппінах і Калімантані, в Японії, Аргентині, Португалії. Раніше вони також були інтродуковані на Тихоокеанському північному заході в США і Канаді, однак на початку 21 століття вимерли. Чубаті майни живуть на луках, рисових полях, пасовищах, в парках і садах, зустрічаються в містах. На Тайвані вони зустрічаються на висоті до 2100 м над рівнем моря, переважно в низовинах. Це соціальні птахи, які часто формують зграї, однак окремі птахи тримаються на деякій відстані один від одного. Часто вони приєднуються до змішаних зграй птахів разом з джунглевими і індійськими майнами.
Чубаті майни живляться комахами, зокрема гусінню і личинками, іншими безхребетними, а також плодами, падлом, шукають відходи на смітниках. Сезон розмноження у них триває з квітня по серпень, на Тайвані з березня. На Філіппінах гніздування у чубатих майн триває з квітня по травень, в Аргентині з листопада по квітень. На острові Ванкувер птахи гніздилися з квітня по липень, переважно в травні. Гніздо робиться з різноманітного метаріалу, від трави до гілок і сміття, розміщується в тріщинах серед скель, на деревах, в будівлях, на стовпах та в інших місцях. В кладці від 4 до 7 блакитнуватих або зеленуватих, іноді білих яєць. Інкубаційний період триває 14 днів, пташенята покидають гніздо через 21 день після вилуплення. Насиджують яйця і доглядають за пташенятами і самиці, і самці.